# タナー段階
タナー段階（タナーだんかい、英語: Tanner stage、タナー分類、タナースケール、英語: Tanner scale、タナー法、タナーフェーズ）とは、人間が幼児期から青年期、成人になるまでの成長を、男性器（男性）・乳房（女性）の発達状況、陰毛（男女）の発生・発達状況など、外部からわかる第一次性徴（男性器・乳房・陰毛）および第二次性徴（男性は男性器・女性は乳房）に基づいた性的発育の物理的測定値をもとに定義した表。

男性のタナー段階。思春期前は男性器・陰毛共にI。男性器がIIになることで思春期に入るが、陰毛がIIになるのはそれより後となり、以降もタナー段階の進み具合が男性器と陰毛で必ずしも同一になるとは限らない。

女性のタナー段階。思春期前は乳房・陰毛共にI。乳房がIIの前半（乳頭期）になることで思春期に入るが、陰毛がIIになるのはそれより後となり、以降もタナー段階の進み具合が乳房と陰毛で必ずしも同一になるとは限らない。

## 概要
この指標は、英国の小児科医、ジェームス・タナーによって最初に提唱され、性科学者らによって確立されていった。
個人差があるため、主に思春期においては、タナー段階の進み具合は人によって異なるほか、一人の人間においてタナー段階の進み具合が男性器・乳房と陰毛で異なる段階にあることもあり、男性器（男性）・乳房（女性）のTannerがIIの時、陰毛はまだTannerがI（発生していない）のままであり、男性器（男性）のTannerがIIIになってから約1年後（約1年後男性器のタナー段階は成長に個人差があるため、IIIのままかIV以降に成長しているかのどちらかとなる）、乳房（女性）のTannerがIIIまたはIVなってから陰毛はTannerがII（発生し始める）となる。
HIVの治療においては、成人向け、青年向け、小児向けとある治療計画のうちどの計画を患者に適用するかを決定するために使用される。

## 男性器
GI〜GV (G1〜G5) で表される（G: Genitals（生殖器））。
外性器の発達段階を示し、男子にのみ適用される指標である。
男性器は思春期に第二次性徴によってタナー段階で成長する。男性器のタナー段階がIIに達した時点で第二次性徴・思春期の起点となり、起点の年齢は平均して11歳6か月（前後１年半の個人差）である。思春期開始時は男性器の発達のみが起き、他の体位の発達開始はそれより後となり、男性器の発達開始以降に生じる身長の伸びのピークを迎えるか陰毛の発生（陰毛のタナー段階II以降になるのは男性器のタナー段階がIIIになってから約1年後で、約1年後男性器のタナー段階は成長に個人差があるため、IIIのままかIV以降に成長しているかのどちらかとなる）まで思春期に入っていることに気づきにくい。

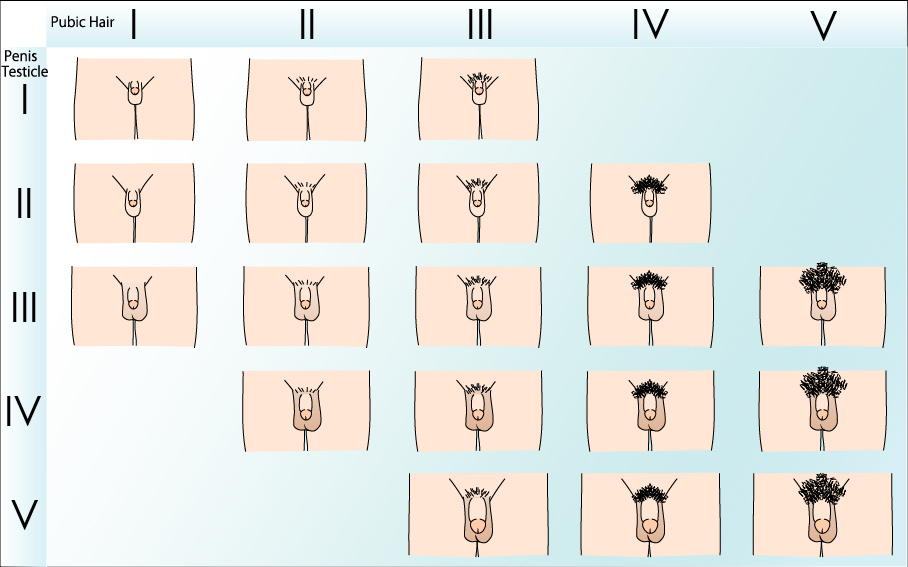
発育途上の男性器。ペニスや睾丸の段階と陰毛の段階は一致しないことも多い

## 乳房
BI〜BV (B1〜B5) で表される（B: Breasts（乳房））。
タナー段階によれば、両性において共通するのがI（幼児型）である（思春期前に、一時的に乳房が乳頭期（II）以降の状態に成長し、数か月から3年で幼児型（I）に戻る症状として思春期前乳房隆起がある（ほとんどが2歳以下で発症）。Iに戻らなかったり、身長増加速度が異常に高かったり、骨年齢が異常に進むなどの場合は思春期早発症の可能性がある）。その後、女性は第II・III・IVの3課程（第2・3を前後半に分けると5過程）を経て、Vにおいて女性成人型に変化する。女性の思春期は7歳7か月 - 11歳11か月の間、平均年齢の9.74±1.09歳に乳房の成長開始（Thelarche・乳頭期）から始まり（乳房の発育異常が見られる場合は年齢を含めてこの限りではない）、初経の1年以上前はIIで、初経前後でIII、初経の1年後以降でIVとなり、IからVへ変化する期間は途中で初潮を挟む約4年間である。初経は多くの女性で10歳-15歳の間に迎えるので、初経から3年以上経ち成人型乳房になるのは13歳（10歳で初経の時）-18歳（15歳で初経の時）以降となる。男性は女性と異なり思春期初来から成長せず、腋毛・髭の発生時に、乳輪の面積が若干広くなり、乳頭と共に茶色や黒色に変色し、筋肉の発達後に乳房が男性成人型へ発達する（ただし、女性化乳房の症状が出ている場合は事情が異なる）。稀に、日本人女性の場合、成長期を過ぎても、Ⅴまで行かないまま、タナー段階がⅢ及びⅣで止まってしまうこともある。陰毛の無毛症と同じく、放射線治療の被曝による副作用と後遺症や皮下脂肪型肥満や小児の肥満やプラダーウィリー症候群による性腺機能不全の内分泌系等の肥満及び乳房発育不全やターナー症候群等の内分泌疾患や漏斗胸等による胸郭疾患や脳腫瘍及び先天性の癲癇の障害や抗てんかん薬の薬の副作用や無理なダイエットや思春期による、友人関係や家庭環境等のトラブルや受験等のストレスでなければ、健康上の心配はない。成人を過ぎた場合、美容整形外科での乳房形成術豊胸術等があることや内科的治療としては、ホルモン療法（内服薬）があり、思春期に精神的なストレスを感じている小学5-6年生（小学生）や中高生の女児に有効的な治療法でもある。

## 陰毛
PHI〜PHV (PH1〜PH5) で表される（PH: Pubic Hair（陰毛））。
第二次性徴期における副腎皮質ホルモンの分泌に従い思春期以降、男性は陰茎の増大（男性器のタナー段階III）から約1年後、女性は乳房のタナー段階IIIまたはIV（初経の1年前から3年後の間）に達した頃、また第二次性徴における身長の伸びのピークを迎えた頃から発生する。女性は陰毛の発生より前に生じる乳房の成長開始（乳房のタナー段階IIで、ジュニアブラを着け始めるべき時期）で思春期に入ったことに気づきやすいが、男性は男性器の成長開始（男性器のタナー段階II）時点で思春期に入ったことに気づきにくく、身長の伸びのピークを迎えるか陰毛が発生（後述する陰毛のタナー段階Ⅱ）した時点で思春期に入ったことに気づきやすい。
ほとんどの男性は男性器の成長のタナー段階IIIから約1年後に発毛する（発毛時、男性器のタナー段階は成長に個人差があるため、IIIのままかIV以降に成長しているかのどちらかとなる）が、女性は乳房の成長のタナー段階V（成人型、初経から3年後以降）になっても発毛が見られないか、わずかしか発毛しない無毛症（かわらけは俗称）の人がわずかながら見られる（成長期を過ぎても、タナー段階Ⅱ及びⅢのままで成長せず、Ⅳ及びⅤに行かないままで終わってしまう場合もある）。無毛症であってもホルモン剤によって発毛させることや植毛も可能ではあるが、皮下脂肪型肥満及び小児の肥満を含む肥満や視床下部性肥満（プラダーウィリー症候群）等の性腺発育不全や放射線治療の被曝による副作用や後遺症や脳腫瘍や先天性の癲癇等の障害や抗てんかん薬等の薬の副作用や思春期による、友人関係や家庭環境等のトラブルや受験等のストレスが原因でなければ健康上の心配はない。陰毛が男性は10歳未満、女性は8歳未満に発生すると、性早熟症と診断される。

## 批判
ポルノ女優のルーペ・フエンテスが未成年で出演したと主張する根拠として米国連邦当局がタナー段階を使用するなど、児童ポルノに関する誤った判決につながる可能性があるとして、ポルノ業界からの批判を受けている。
フエンテスは裁判に出席し、問題のDVDが合法的に制作されたものであることを示す文書を提出した。タナー段階を開発した人々は、タナー段階を用いた年齢の推定は無効であると述べている。タナー段階は実年齢ではなく成熟の段階を示すものであるため、この方法で人の年齢を推定するには適していない。